# Messeis fuscovaria
Messeis fuscovaria är en insektsart som beskrevs av Stsl 1862. Messeis fuscovaria ingår i släktet Messeis och familjen vedstritar. Inga underarter finns listade i Catalogue of Life.